# Impaled
Impaled est un groupe américain de grindcore, originaire d'Oakland, en Californie. Sean McGrath et Ross Sewage, membres d'Impaled, jouent également dans le groupe Ghoul.

## Histoire
Le groupe est formé par le guitariste Sean McGrath fin 1996, qui rejoint le batteur Raul Varela, le guitariste Jared Deaver (ex-Deeds of Flesh, ex-Severed Savior) et le bassiste Ron Dorn pour enregistrer leur démo Septic Vomit en 1997. En 1998, Leon del Muerte, ancien guitariste d'Exhumed, est ajouté au groupe en tant que chanteur principal. Avec le départ de Jared Deaver, del Muerte prend les fonctions de second guitariste en plus du chant principal. En raison de conflits d'horaire concernant les tournées, Ron Dorn est prié de quitter le groupe et est temporairement remplacé par le bassiste Ross Sewage, qui jouait en même temps avec Exhumed et Ludicra. Sewage choisit ensuite de devenir un membre à part entière d'Impaled, aux côtés de McGrath.
En 1999, le groupe sort une deuxième démo, From Here to Colostomy, qui lui vaut une certaine reconnaissance. Un an plus tard, le groupe est invité à participer à un split 7 pouces avec le groupe de deathgrind Cephalic Carnage par le label italien Headfucker Records. Le groupe sort ensuite son premier album The Dead Shall Dead Remain, suivi d'une tournée aux États-Unis avec Nile et Incantation. La même année, le groupe sort un split 7 pouces avec Engorged et repart en tournée, cette fois avec les groupes de death metal Vader et Skinless. Impaled enregistre également des morceaux pour des albums en hommage à Carcass et Impetigo. Peu après la tournée, del Muerte part et est remplacé par le guitariste Andrew LaBarre, anciennement de Hoarfrost et Prevail.
Le nouveau groupe enregistre Mondo Medicale en 2002, relativement bien accueilli par les fans de metal. L'album est critiqué pour sa pochette, qui aurait été interdite dans plusieurs pays (l'album a été réédité plus tard avec une version censurée de la pochette originale),. Cependant, dans des interviews, les membres du groupe ont déclaré que l'autocollant que l'on peut trouver sur certaines copies de l'album proclamant « Banned in 84 Countries » (banni dans 84 pays) n'était qu'un coup de publicité. Peu après la tournée Mondo Medicale, LaBarre quitte le groupe et est remplacé par Jason Kocol.
En janvier 2003, le groupe annonce repousser la sortie de son EP, Medical Waste à février 2003. En 2004, l'album-concept Death After Life est enregistré, et la production est assurée par Trey Spruance. Il ne sort qu'en 2005 en raison de problèmes d'emploi du temps du label. En 2007, le groupe signe avec Willowtip Records pour la distribution européenne de leur nouvel album. Leur prochain album, The Last Gasp, est achevé en août et sort le 5 novembre 2007. Des versions fuitées de l'album sont apparues sur divers réseaux P2P dans les mois qui suivent. Il s'agissait d'une farce du groupe lui-même, contenant le morceau Captain Butt-beard the Pirate, qui nargue et insulte l'auditeur pour le vol qu'il a commis. En 2008, ils sortent le clip de leur morceau G.O.R.E..
Plus tard, pour marquer les 13 ans d'existence de leur premier album, ils sortent une réédition de The Dead Still Dead Remain, en 2013.

## Discographie

### Albums studio
- 2000 : The Dead Shall Dead Remain
- 2001 : Choice Cuts (best of)
- 2002 : Mondo Medicale
- 2002 : Medical Waste
- 2005 : Death After Life
- 2007 : The Last Gasp
- 2013 : The Dead Still Dead Remain (Willowtip Records)

### EP
- 2007 : Digital Autopsy

### Démos
- 1997 : Septic Vomit
- 1998 : Brutally Dismembered Symphonic
- 1999 : From Here to Colostomy

### Splits
- 1999 : Impaled / Cephalic Carnage
- 2000 : Impaled / Engorged (Razorback Records)
- 2003 : Dementia Rex (split avec Haemorrhage)